# Baie du Contrôleur
La baie du Contrôleur est une large baie complexe située au sud-est de l’île de Nuku Hiva, dans l’archipel des Marquises.
Cette baie est en fait composée de trois baies parallèles :
1. la baie d’Hakapaa, à l’ouest ;
2. la baie de Taipivai, au centre ;
3. la baie d’Hooumi, à l’est.

Ces trois baies débouchent dans une rade fermée par le cap Tikapo, extrémité d’une fine mais haute presqu’île de 4 km de longueur, 400 m de largeur et plus de 200 m d’altitude, fermant un goulet d’environ 2,5 km de largeur.
Dans cette baie débouchent les rivières qui irriguent la province traditionnelle de Tai Pi.

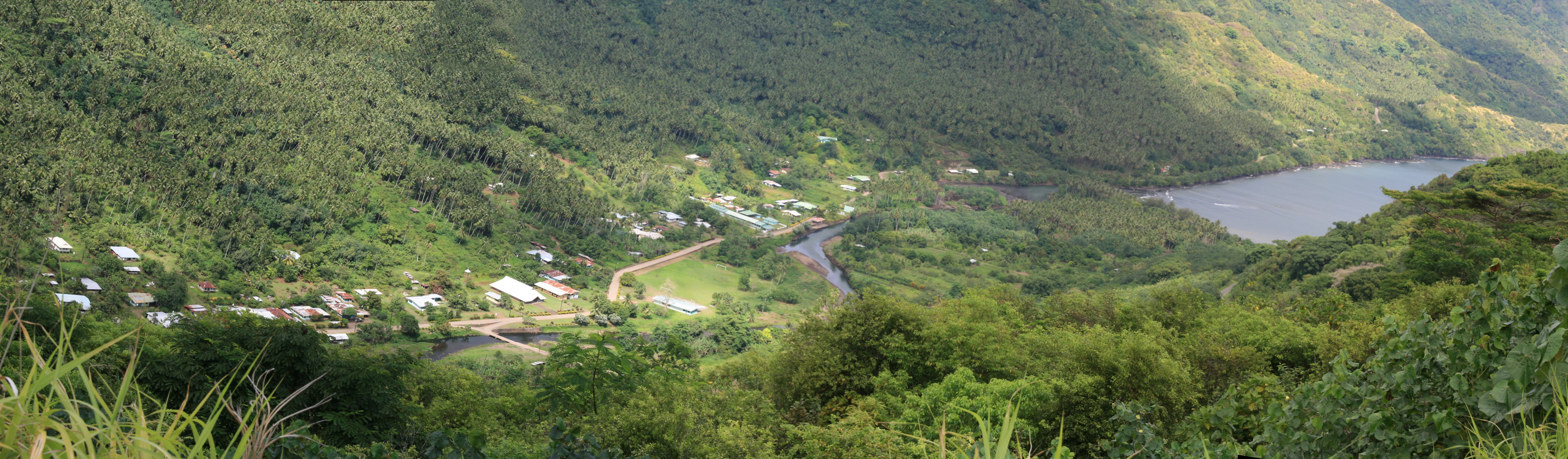
Le village de Taipivai à l’extrémité de la baie du même nom, l’une des trois baies composant la baie du Contrôleur.
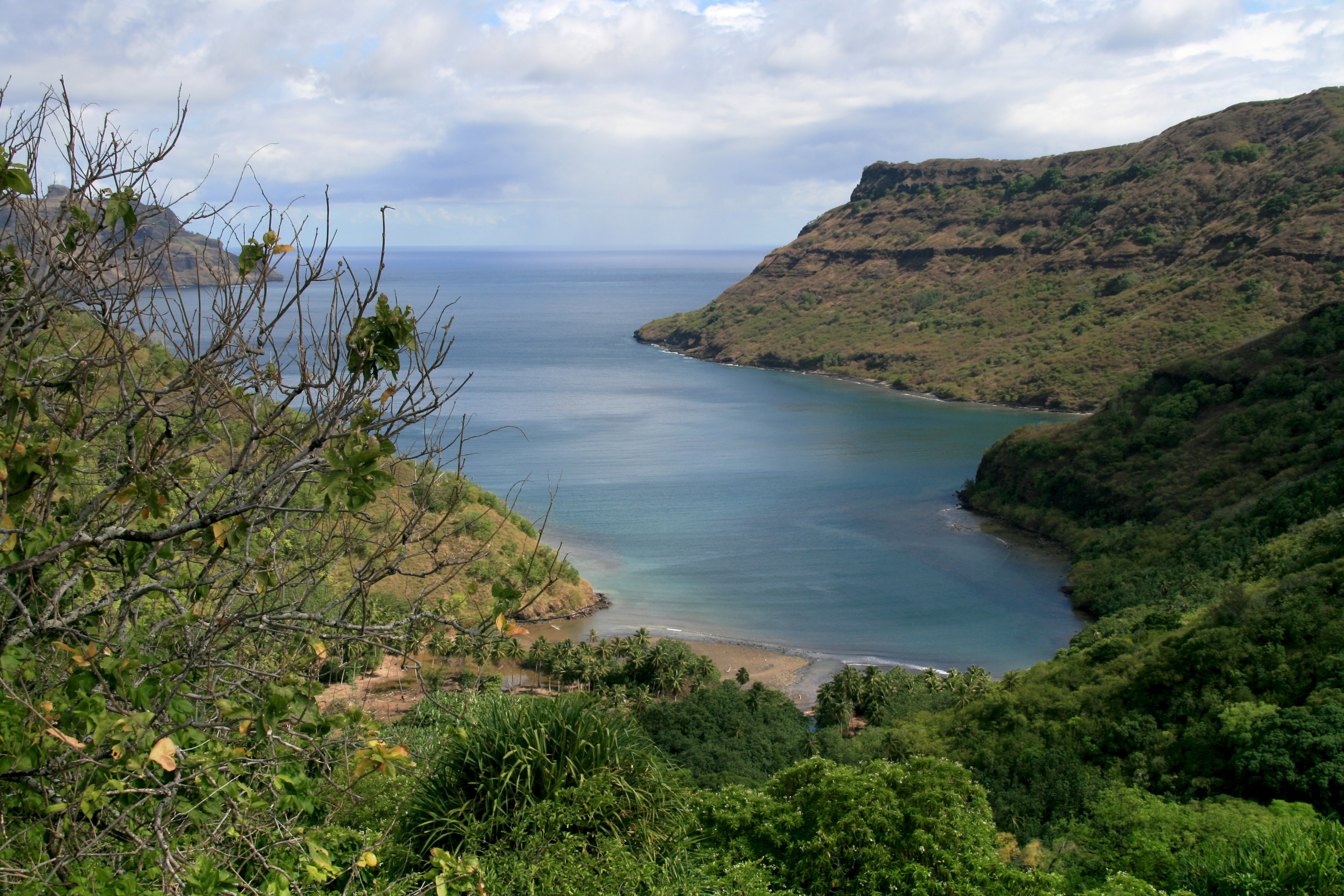
La baie de Hakapaa, à l'ouest de la baie du Contrôleur.